# Heteromastus filiformis
Heteromastus filiformis är en ringmaskart som först beskrevs av Jean Louis René Antoine Édouard Claparède 1864.  Heteromastus filiformis ingår i släktet Heteromastus och familjen Capitellidae. Arten är reproducerande i Sverige. Utöver nominatformen finns också underarten H. f. laminariae.

## Bildgalleri

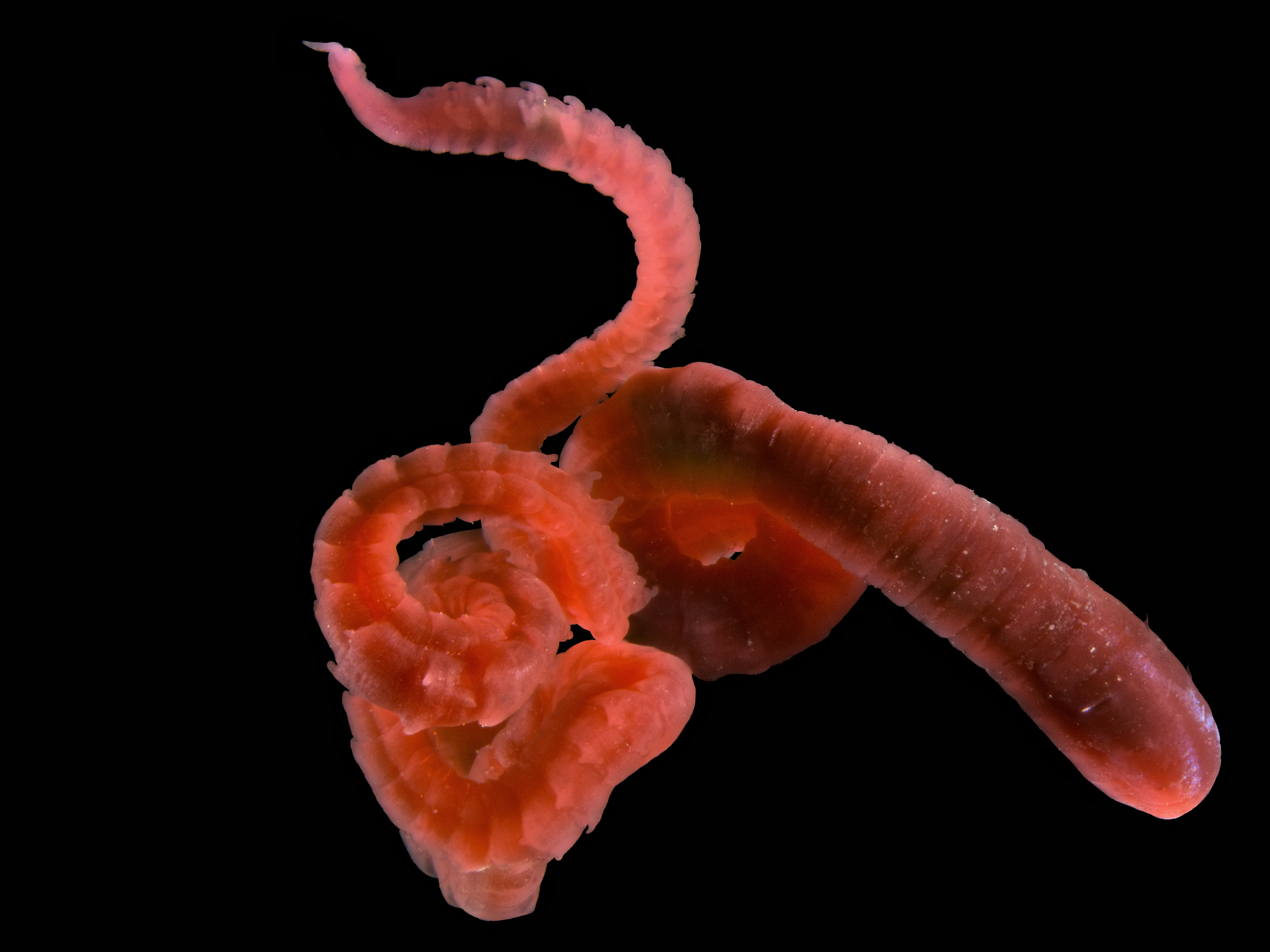